# Laborierung
Unter Laborierung (von lateinisch laborare ‚(hier) mit Mühe verfertigen, bearbeiten‘) wird das Zusammenstellen eines Sprengkörpers in den gebrauchsfähigen Zustand verstanden. Dabei werden die normalerweise getrennt gelagerten und transportierten Bestandteile im gewünschten Verhältnis zusammengestellt.

## Militärtechnik
Bei Granaten wird durch das Laborieren die Granathülle aus Metall mit Sprengstoff gefüllt. Bei kleineren Kalibern wird die Sprengstofffüllung mit einer Übertragungsladung versehen und der Zünder aufgeschraubt, die Granate selbst ist damit schussfertig. Sie wird danach mit der Patronenhülse, in der sich die Treibladung und der Treibladungsanzünder befinden, zu einer verschießbaren Patrone verbunden. Bei Granaten größerer Kaliber wird die Granate erst unmittelbar vor dem Schuss mit dem Zünder versehen. Diese Munition wird getrennt geladen (erst die Granate, dann, auf die erforderliche Schussweite abgestimmt, die Treibladung).
Analog werden beim Laborieren die Hüllen von Bomben, Minen etc. mit Sprengstoff gefüllt, für Raketentriebwerke werden die Treibsätze in die Raketenmotoren eingebracht.

## Munition für Handfeuerwaffen
Bei Munition für Handfeuerwaffen wird mit der Laborierung die Menge und die Art des Pulvers (meist Nitrozellulosepulver) bezeichnet, das z. B. beim Wiederladen in die Hülse gefüllt wird. Hierfür gibt es meist vom Hersteller des Pulvers genaue Ladedaten, wie die Laborierung für eine bestimmte Art von Munition (z. B. 9 × 19 mm) sein muss, um einerseits keinen Schaden an der Waffe herbeizuführen und andererseits eine optimale Schussleistung erzielen zu können.
Eine Angabe des Geschossgewichtes und -typs gehört zu den zweckdienlichen Angaben, die der Käufer oder Verwender der Patronen erwartet.

## Delaborierung

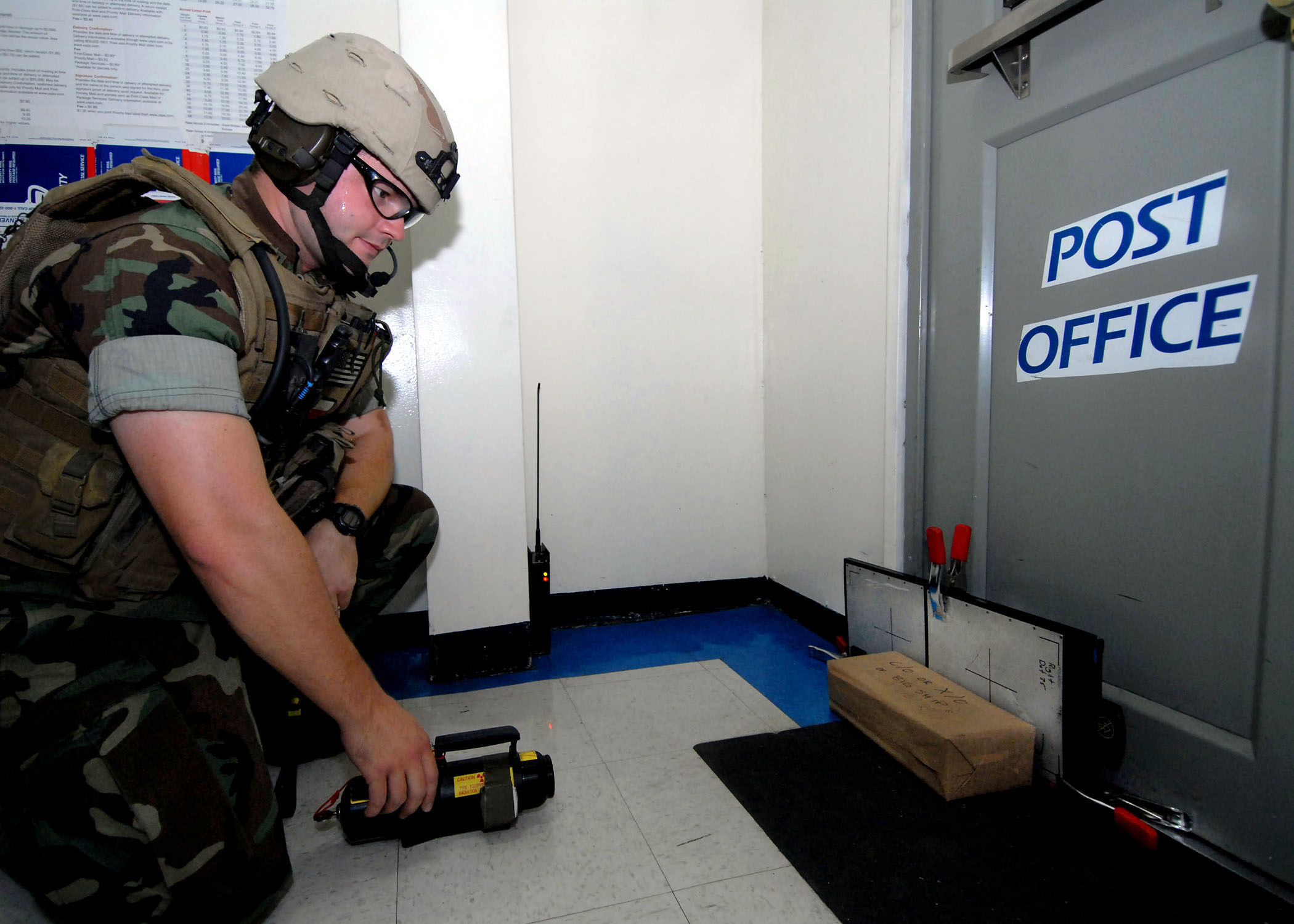
Einsatz eines tragbaren Röntgengeräts zum Durchleuchten von verdächtigen Objekten

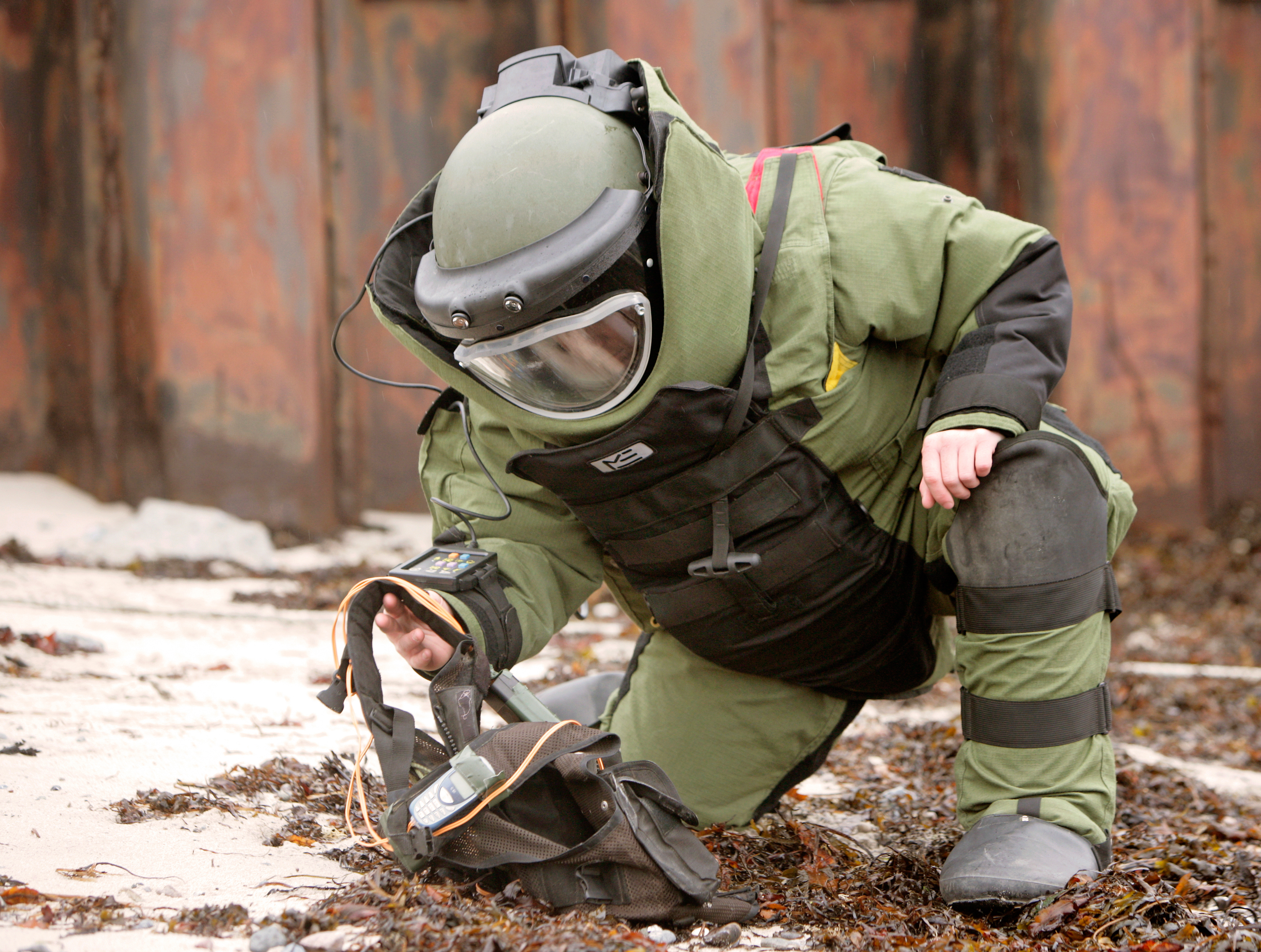
Untersuchung einer verdächtigten Weste auf Sprengstoff bei einer Übung; der Soldat trägt einen speziellen Bombenschutzanzug

Unter Delaborierung (auch Bombenentschärfung) versteht man den Rückbau einer gefährlichen, scharfen Einheit (Geschoss, Granate, Bombe usw.) in Einzelteile, die für sich genommen wieder ungefährlich sind.

### Verwendung des Wortes
Der Ausdruck Delaborierung wird uneinheitlich verwendet. Bei der Polizei sind Delaborierer Fachkräfte, die ausschließlich für unkonventionelle Spreng- und Brandvorrichtungen (USBV) zuständig sind. Wenn es um Militär-Themen geht, bezieht sich Delaborierung dagegen zumeist auf das Auseinandernehmen von industriell gefertigten Sprengkörpern.

### Unbekannter Aufbau
Ein Problem taucht auf, wenn eine Einheit delaboriert werden soll, deren Aufbau nicht bekannt ist. Dieses kommt beispielsweise bei Bomben vor, die von anderen (meistens feindlichen) Personen und Gruppierungen gelegt wurden, sowie bei der Bombenentschärfung von Fliegerbomben des Zweiten Weltkriegs (siehe auch: Blindgänger). Das bevorzugte Vorgehen sieht dann so aus: Mit einer Röntgenaufnahme wird der technische Aufbau der Granate ermittelt. Wenn der Aufbau bestimmt wurde, kann festgelegt werden, welches Verfahren zum Öffnen der Granate angewandt werden soll – Auffräsen, Anbohren oder Aufsägen. Nach dem Öffnen der Granate werden der Sprengstoff und/oder der Kampfstoff sowie der Zünder entnommen und anschließend separat gelagert (bzw. separat vernichtet).

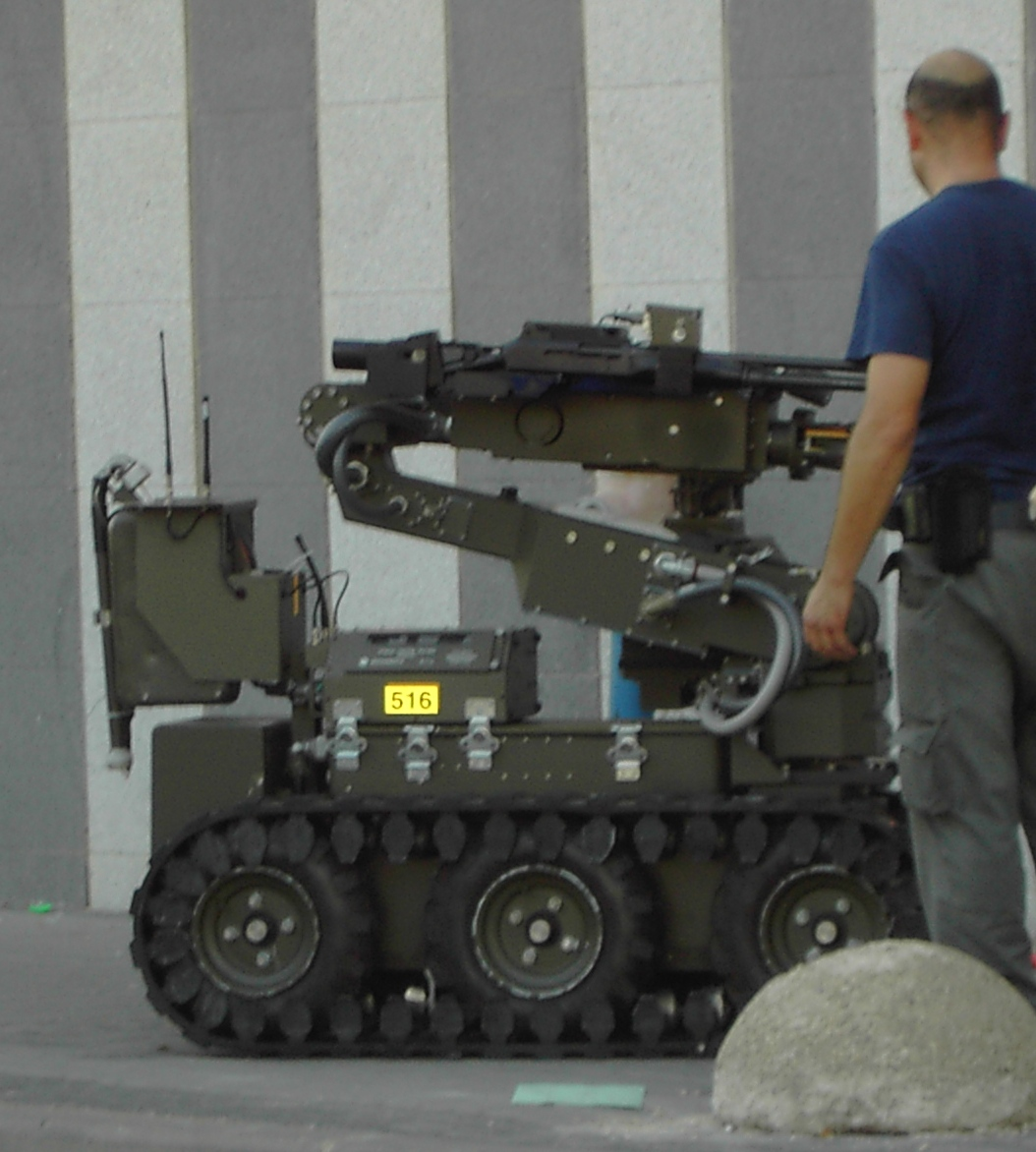
Bombenentschärfungsroboter der israelischen Polizei bei einem Einsatz vor einem Supermarkt in Afula, September 2006

### Alter und Zustand
Weitere Probleme bei der Delaborierung von Weltkriegsmunition sind das Alter und der Zustand der Munition: Zwar ist der Aufbau der Munition prinzipiell bekannt, allerdings sind Zünder und Bombenkörper durch den Aufschlag und/oder die jahrzehntelangen Liegezeiten oft schwer beschädigt oder ihr Zustand ist nicht mehr erkennbar. In diesen Fällen ist eine Delaborierung nicht möglich, die Munition muss an Ort und Stelle vernichtet werden. Dazu werden Sprengladungen verwendet, die die Munition zwar zur Detonation bringen, aber nur mit geringer Intensität („Low order“). Bei größeren Bomben besteht außerdem die Möglichkeit, den Bombenkörper mit Hohlladungen so zu öffnen, dass der enthaltene Sprengstoff nur deflagriert („verbrennt“) statt detoniert.

### Fliegerbomben
Im Falle einer Fliegerbombenentschärfung arbeiten in Deutschland Kampfmittelräumdienst, Feuerwehr, THW und Katastrophenschutz mit der Polizei zusammen, um einen möglichst reibungslosen Ablauf bei der Evakuierung des Gefahrenbereiches, dem Brandschutz und der Entsorgung der Bombe zu gewährleisten.
In Deutschland war die Beseitigung von Sprengmitteln im Zusammenhang mit der Flugzeugkollision über der Dippoldiswalder Heide im Jahre 1945 einer der größten Nachkriegsbombenfunde bis dato. Elf 250-kg-Bomben dieses Vorfalls wurden im November 2013 entschärft.

### Museale Präsentation
Bei Objekten, die nach der Delaborierung ausgestellt werden sollen (etwa aufgrund ihres historischen Wertes oder zu Ausbildungszwecken), wird meist bei einer Restaurierung versucht, das ursprüngliche Aussehen wiederherzustellen. Hierbei müssen selbstverständlich alle potentiell gefährlichen, sichtbaren Einzelteile durch Attrappen ersetzt werden.